# 7700 Rote Kapelle
7700 Rote Kapelle eller 1990 TE8 är en asteroid i huvudbältet som upptäcktes den 13 oktober 1990 av de båda tyska astronomen Freimut Börngen och Lutz D. Schmadel vid Tautenburg-observatoriet. Den är uppkallad efter motståndsgrupp Röda kapellet.
Asteroiden har en diameter på ungefär 3 kilometer.